# Cục Tổ chức Trung ương Đảng Cộng sản toàn Liên bang khóa XV (1927–1930)
Cục Tổ chức Trung ương Đảng Cộng sản toàn Liên bang khóa XV được bầu tại Hội nghị Trung ương lần thứ nhất của Ban chấp hành Trung ương Đảng Cộng sản toàn Liên bang khóa XV được tổ chức ngày 19/12/1927.

## Ủy viên chính thức
| Ủy viên chính thức | Ủy viên chính thức                | Ủy viên chính thức | Ủy viên chính thức | Ủy viên chính thức | Ủy viên chính thức |
| STT                | Họ tên (sinh-mất)                 | Chức vụ            | Chức vụ            | Chức vụ | Ghi chú            |
| STT                | Họ tên (sinh-mất)                 | Nhiệm kỳ           | Nhiệm kỳ           | Chức vụ kiêm nhiệm | Ghi chú            |
| ------------------ | --------------------------------- | ------------------ | ------------------ | --- | ------------------ |
| 1                  | Andrey Andreyev (1895–1971)       | 19/12/1927         | 11/4/1928          | Ủy viên dự khuyết Bộ Chính trị Đảng Cộng sản toàn Liên bang |                    |
| 2                  | Aleksandra Artyukhina (1889–1969) | 19/12/1927         | 13/7/1930          | Bí thư Trung ương Đảng Cộng sản toàn Liên bang Trưởng ban Ban Phụ nữ Công Nông Trung ương Đảng Cộng sản toàn Liên bang                                                           |                    |
| 3                  | Andrei Bubnov (1884–1938)         | 19/12/1927         | 13/7/1930          | Bí thư dự khuyết Trung ương Đảng Cộng sản toàn Liên bang Tổng cục trưởng Tổng cục chính trị quân đội Liên Xô                                                                     |                    |
| 4                  | Alexander Dogadov (1888–1937)     | 19/12/1927         | 13/7/1930          | Ủy viên Trung ương Đảng Cộng sản toàn Liên bang Thư ký Hội đồng Trung ương các Công đoàn toàn Liên Xô                                                                            |                    |
| 5                  | Stanislav Kosior (1889–1939)      | 19/12/1927         | 12/7/1928          | Ủy viên dự khuyết Bộ Chính trị Đảng Cộng sản toàn Liên bang Bí thư Trung ương Đảng Cộng sản toàn Liên bang Bí thư thứ nhất Trung ương Đảng Cộng sản Ukraina                      |                    |
| 6                  | Nikolai Kubiak (1881–1937)        | 19/12/1927         | 13/7/1930          | Bí thư Trung ương Đảng Cộng sản toàn Liên bang Ủy viên Dân ủy Nông nghiệp Nga Xô                                                                                                 |                    |
| 7                  | Vyacheslav Molotov (1890–1986)    | 19/12/1927         | 13/7/1930          | Ủy viên Bộ Chính trị Trung ương Đảng Cộng sản toàn Liên bang Bí thư Trung ương Đảng Cộng sản toàn Liên bang                                                                      |                    |
| 8                  | Ivan Moskvin (1890–1937)          | 19/12/1927         | 13/7/1930          | Bí thư dự khuyết Trung ương Đảng Cộng sản toàn Liên bang Trưởng ban Ban tổ chức phân bổ Trung ương Đảng Cộng sản toàn Liên bang                                                  |                    |
| 9                  | Moisei Rukhimovich (1889–1938)    | 19/12/1927         | 13/7/1930          | Phó Chủ tịch Xô Viết Tối cao Kinh tế Quốc dân Liên Xô |                    |
| 10                 | Alexander Smirnov (1878–1938)     | 19/12/1927         | 13/7/1930          | Bí thư Trung ương Đảng Cộng sản toàn Liên bang Phó Chủ tịch thứ nhất Dân ủy Nga Xô                                                                                               |                    |
| 11                 | Joseph Stalin (1878–1953)         | 19/12/1927         | 13/7/1930          | Ủy viên Bộ Chính trị Đảng Cộng sản toàn Liên bang Bí thư Trung ương Đảng Cộng sản toàn Liên bang Tổng Bí thư Trung ương Đảng Cộng sản toàn Liên bang                             |                    |
| 12                 | Daniil Sulimov (1890–1937)        | 19/12/1927         | 13/7/1930          | Ủy viên Trung ương Đảng Cộng sản toàn Liên bang Phó Ủy viên thứ nhất Dân ủy Đường sắt Liên Xô                                                                                    |                    |
| 13                 | Nikolai Uglanov (1886–1937)       | 19/12/1927         | 29/4/1929          | Ủy viên dự khuyết Bộ Chính trị Đảng Cộng sản toàn Liên bang Bí thư Trung ương Đảng Cộng sản toàn Liên bang Bí thư thứ nhất Thành ủy Moskva                                       |                    |
| 14                 | Karl Bauman (1892–1937)           | 11/4/1928          | 29/4/1929          | Ủy viên dự khuyết Bộ Chính trị Đảng Cộng sản toàn Liên bang Bí thư Trung ương Đảng Cộng sản toàn Liên bang Trưởng ban Công tác Nông thôn Trung ương Đảng Cộng sản toàn Liên bang |                    |
| 15                 | Lazar Kaganovich (1893–1991)      | 12/7/1928          | 13/7/1930          | Ủy viên dự khuyết Bộ Chính trị Đảng Cộng sản toàn Liên bang Bí thư Trung ương Đảng Cộng sản toàn Liên bang                                                                       |                    |
| 16                 | Yan Gamarnik (1894–1937)          | 17/11/1929         | 13/7/1930          | Ủy viên Trung ương Đảng Cộng sản toàn Liên bang Bí thư thứ nhất Trung ương Đảng Cộng sản Byelorussia                                                                             |                    |

## Ủy viên dự khuyết
| Ủy viên dự khuyết | Ủy viên dự khuyết              | Ủy viên dự khuyết | Ủy viên dự khuyết | Ủy viên dự khuyết | Ủy viên dự khuyết |
| STT               | Họ tên (sinh-mất)              | Chức vụ           | Chức vụ           | Chức vụ | Ghi chú           |
| STT               | Họ tên (sinh-mất)              | Nhiệm kỳ          | Nhiệm kỳ          | Chức vụ kiêm nhiệm | Ghi chú           |
| ----------------- | ------------------------------ | ----------------- | ----------------- | --- | ----------------- |
| 1                 | Vasily Kotov (1885–1937)       | 19/12/1927        | 13/7/1930         | Ủy viên Trung ương Đảng Cộng sản toàn Liên bang Bí thư Tỉnh ủy Moskva                                                              |                   |
| 2                 | Ivan Lepse (1889–1929)         | 19/12/1927        | 6/10/1929         | Ủy viên Trung ương Đảng Cộng sản toàn Liên bang Chủ tịch Trung ương Liên hiệp Kim khí Liên Xô                                      |                   |
| 3                 | Semen Lobov (1888–1937)        | 19/12/1927        | 13/7/1930         | Ủy viên Trung ương Đảng Cộng sản toàn Liên bang Chủ tịch Xô Viết Tối cao Kinh tế Quốc dân Nga Xô                                   |                   |
| 4                 | Vasily Mikhailov (1894–1937)   | 19/12/1927        | 13/7/1930         | Ủy viên Trung ương Đảng Cộng sản toàn Liên bang Chủ tịch Hội đồng Công đoàn thành phố Moskva                                       |                   |
| 5                 | Konstantin Ukhanov (1891–1937) | 19/12/1927        | 13/7/1930         | Ủy viên Trung ương Đảng Cộng sản toàn Liên bang Chủ tịch Ủy ban Chấp hành tỉnh Moskva                                              |                   |
| 6                 | Nikolay Chaplin (1902–1938)    | 19/12/1927        | 13/7/1930         | Ủy viên dự khuyết Trung ương Đảng Cộng sản toàn Liên bang Bí thư thứ nhất Trung ương Đoàn Thanh niên Cộng sản Lenin toàn Liên bang |                   |
| 7                 | Vasily Schmidt (1886–1938)     | 19/12/1927        | 13/7/1930         | Ủy viên Trung ương Đảng Cộng sản toàn Liên bang Ủy viên Dân ủy Lao động Liên Xô                                                    |                   |
| 8                 | Nikolai Antipov (1886–1938)    | 11/4/1928         | 29/4/1929         | Ủy viên Trung ương Đảng Cộng sản toàn Liên bang Bí thư thứ hai Tỉnh ủy Leningrad                                                   |                   |
| 9                 | Nikolai Shvernik (1888–1970)   | 17/11/1929        | 13/7/1930         | Ủy viên Trung ương Đảng Cộng sản toàn Liên bang Bí thư thứ nhất Khu ủy Ural                                                        |                   |